# Julia Holter
Julia Holter (* 18. prosince 1984) je americká zpěvačka, skladatelka a hudební producentka.

## Život
Holter vyrůstala v Los Angeles a docházela na Alexander Hamilton High School Academy of Music. Po úspěšném dokončení školy odešla na CalArts, kde studovala kompozici. V roce 2008 přispěla svými písněmi na několik kompilačních alb. V roce 2010 hrála ve skupině zpěvačky Lindy Perhacs. Téhož roku vydala album Celebration.
Své první řadové album Tragedy vydala v srpnu roku 2011 prostřednictvím vydavatelství Leaving Records. Bylo inspirováno Eurípidovou hrou Hippolytus. Album bylo kritiky přijato. Svou další nahrávku, album Ekstasis, vydala v březnu 2012 na značce RVNG. Album bylo přirovnáváno k dílům umělců, jako byli Laurie Anderson, Julianna Barwick, Kate Bushová, Joanna Newsom, Grouper a Stereolab, a získalo pozitivní odezvu od kritiků.
Další album, tentokrát s názvem Loud City Song, vyšlo v srpnu 2013 ve spolupráci s vydavatelstvím Domino Records. Na rozdíl od jejích prvních dvou alb, které nahrála sama ve své ložnici, na tomto albu využila služeb dalších hudebníků. V září 2015 zpěvačka vydala své čtvrté album Have You in My Wilderness, které bylo v hitparádách ze všech do té doby vydaných nejúspěšnější.

## Diskografie
- Tragedy (2011)
- Ekstasis (2012)
- Loud City Song (2013)
- Have You in My Wilderness (2015)
- In the Same Room (2017)
- Aviary (2018)
- Something in the Room She Moves (2024)